# Vékony rozsdástapló
A vékony rozsdástapló (Inonotus cuticularis) a Hymenochaetaceae családba tartozó, Eurázsiában és Észak-Amerikában honos, lombos fák törzsén élő taplógombafaj.

## Megjelenése
A vékony rozsdástapló termőteste 5-15 (35) cm széles, 1-3 cm vastag, lapos, legyező formájú. Egyesével vagy csoportosan, egymás fölött, "emeletesen" is nőhetnek. Színe eleinte élénk barnássárga, majd sötét rozsdabarnára színeződik. Felülete nemezes-bolyhos, körkörösen zónázott. Széle éles, világosabb színű.
Alsó termőrétege fiatalon sárgásszürke, majd a kalaphoz hasonló színű. Fiatalon vízcseppeket könnyezik. Pórusai szűkek (2-5 db/mm).
Húsa fiatalon lédús, majd szálas-szívós, rozsdabarna. Szaga nem jellegzetes, gombaszerű, kellemes. Íze nem jellegzetes, aromás. 
Spórapora sárgásbarna-fahéjbarna. Spórái ellipszis alakúak, simák, kutikulájukon horgony alakú szőrökkel. Méretük 5,5-8 x 4,5-6,5 µm. 

### Hasonló fajok
A tölgyfa-rozsdástapló, a vastag tapló, az almafa-rozsdástapló, a háromszínű egyrétűtapló hasonlíthat hozzá.

## Elterjedése és termőhelye
Eurázsiában és Észak-Amerikában honos. Magyarországon gyakori.
Különböző lombos fák (elsősorban bükk, de tölgy, juhar, kőris, éger, szelídgesztenye, nyár is) törzsén terem. Az idős, meggyengült fák parazitája is lehet, de az elpusztult fákon szaprofitaként is nő. A faanyagban fehérkorhadást okoz. Egyéves életciklusú. A faállományban nem okoz jelentős károkat. 

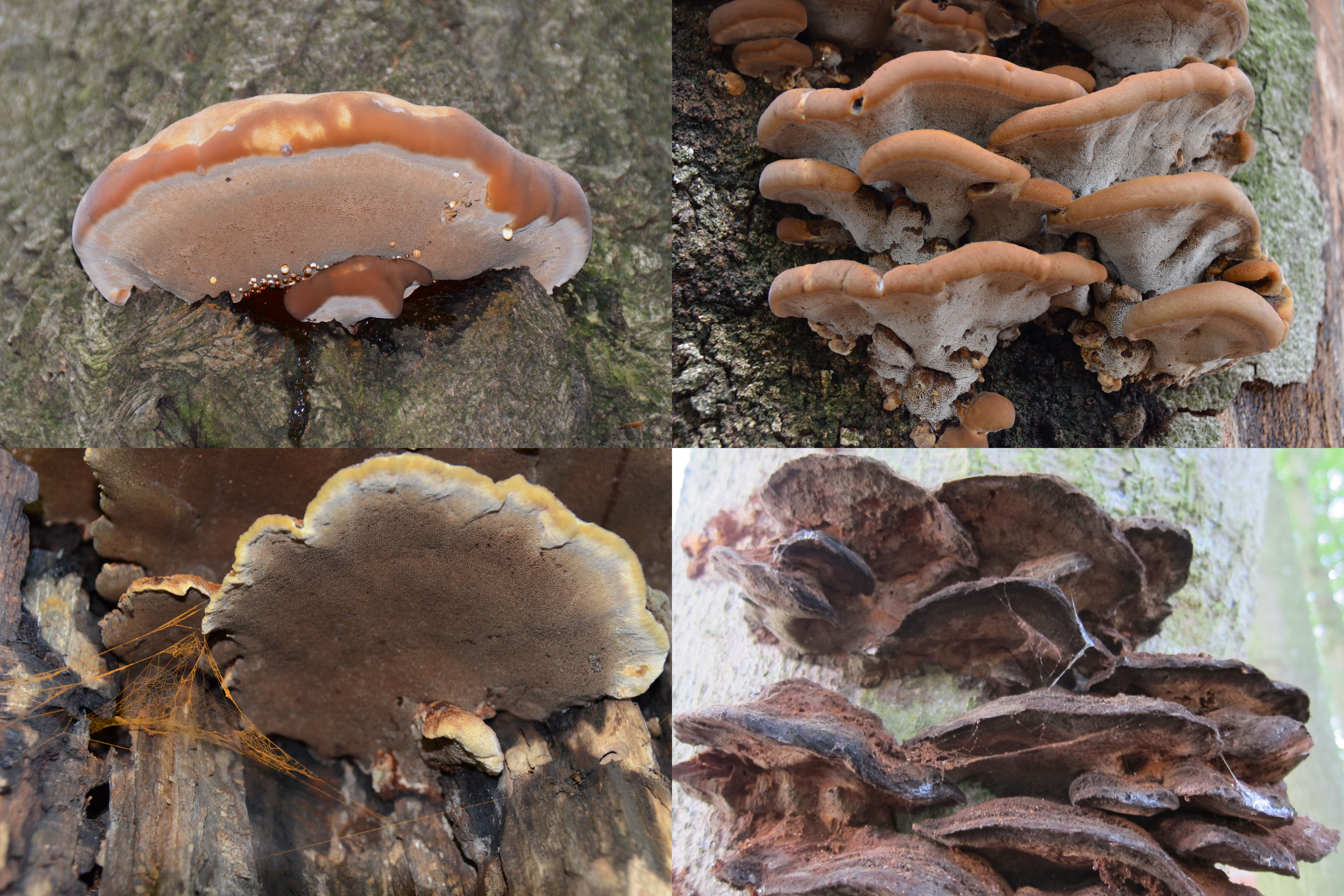
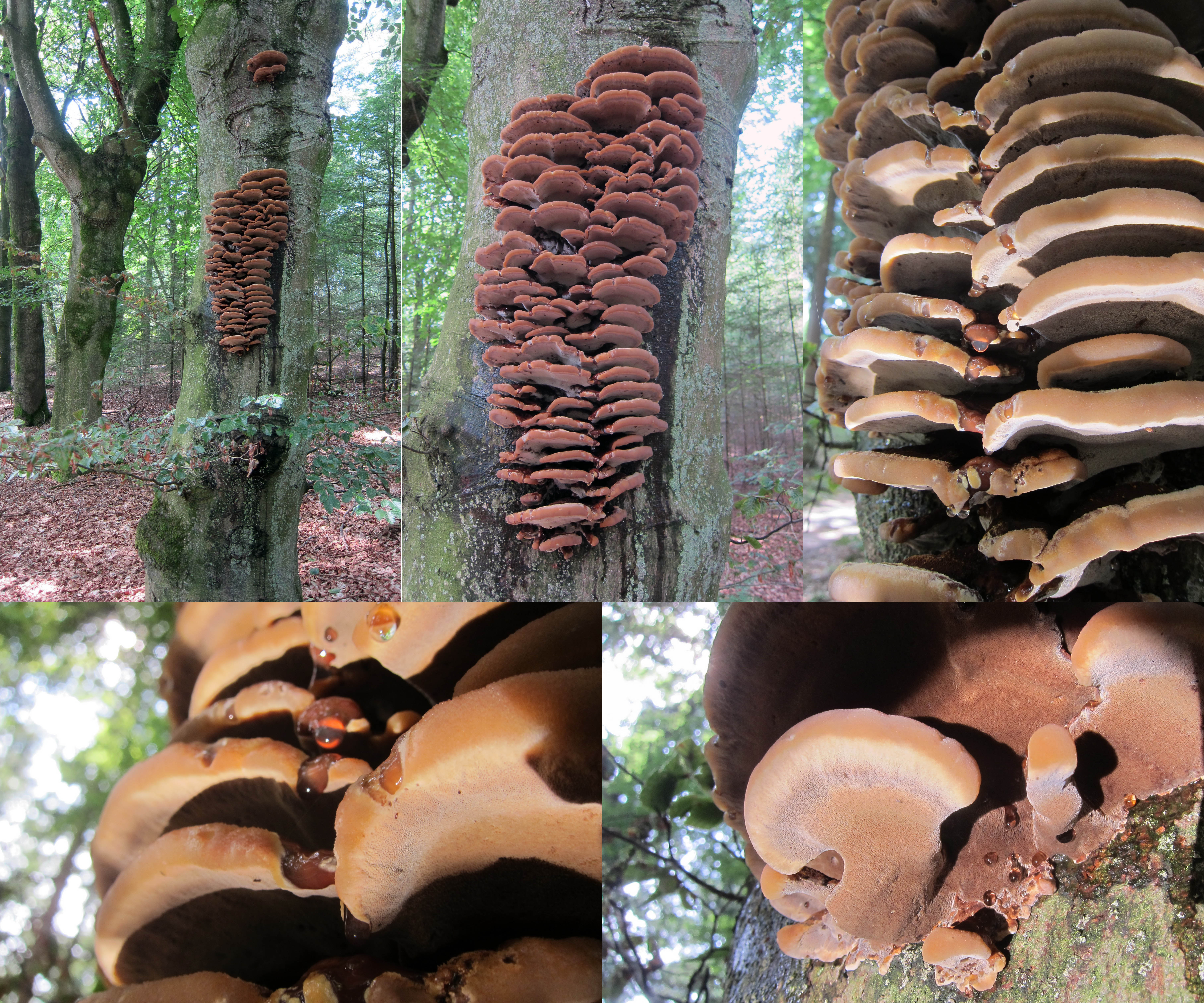
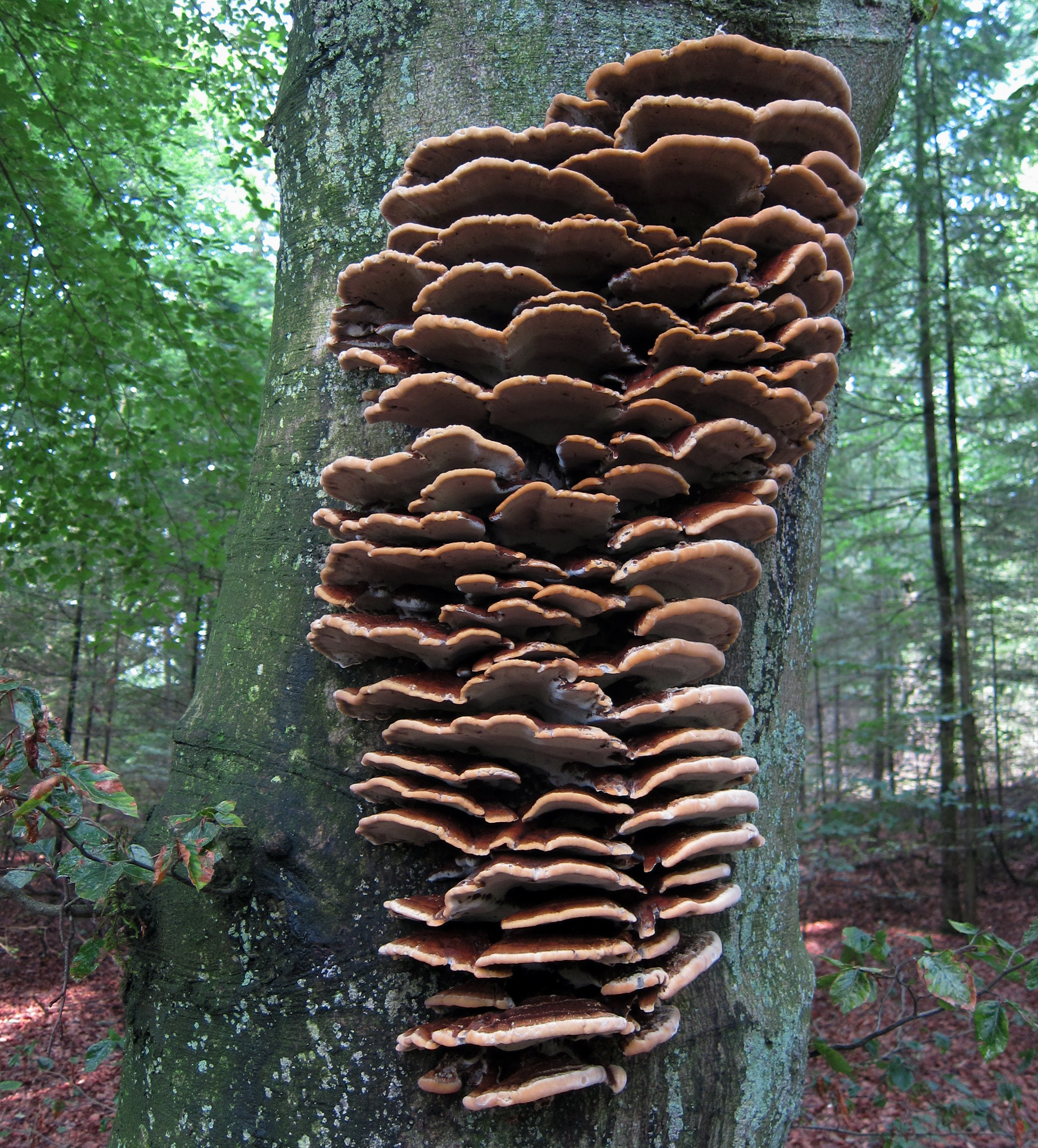
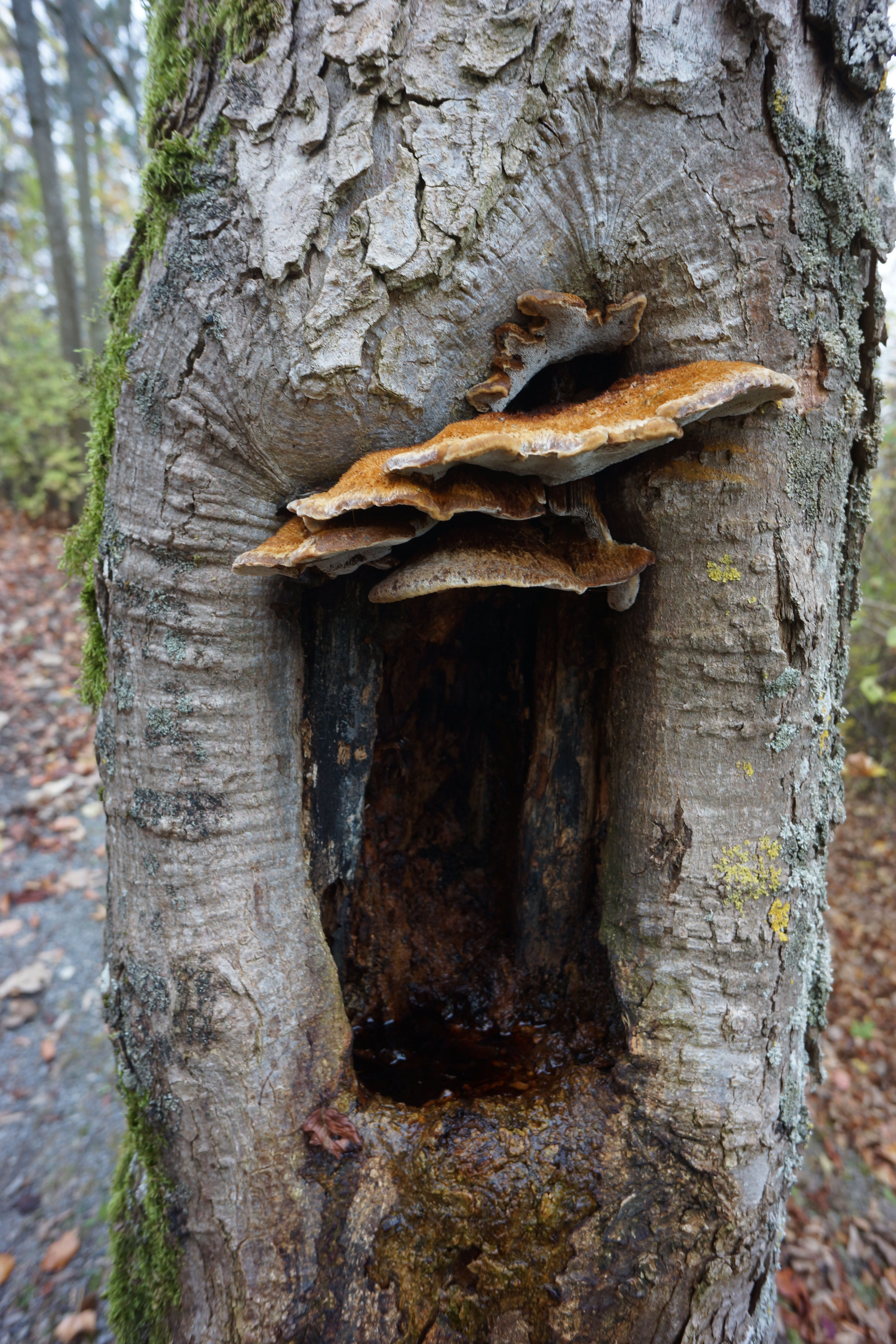
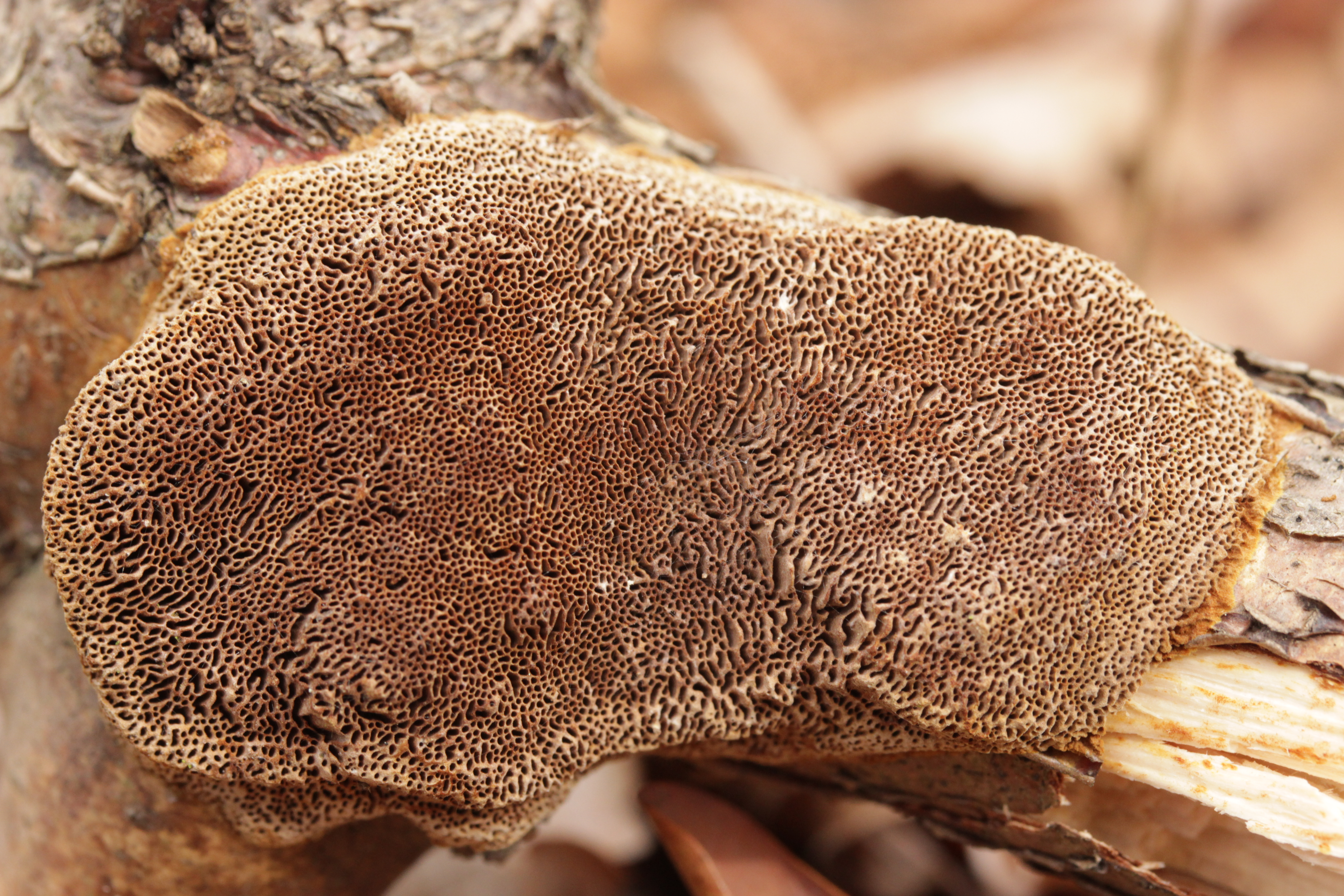